# 平忠正
平 忠正（たいら の ただまさ）は、平安時代末期の伊勢平氏の武将。平正盛の子、忠盛の弟。平清盛の叔父にあたる。

## 生涯
当初は父の正盛と同じく白河法皇に仕え、元永2年（1119年）、生まれたばかりの顕仁親王（後の崇徳天皇）の御監に任じられた（『中右記』6月19日条）。その後、馬寮の次官である右馬助となるが、長承2年（1133年）、鳥羽上皇により勘当される（『長秋記』9月20日条）。
以後は官職に就くことも院の軍事動員を受けることもなく、保延2年（1136年）に藤原頼長の車を郎党を率いて警護するなど（『台記』11月24日条）、摂関家の家人として活動することになる。仁平2年（1152年）には頼長の家司職事も勤めていた（『兵範記』8月14日条）。鳥羽上皇の信任が厚い忠盛やその子・清盛とは、早くから不和であったと伝わる。
保元の乱では手勢を率いて頼長と共に宇治から上洛し、崇徳上皇方の拠点である白河北殿に立てこもるが、後白河天皇方に敗北して伊勢に逃亡する。しばらくの潜伏の後、甥の清盛を頼って息子の長盛、忠綱、正綱、通正を伴い投降したが、27日に罪名宣旨が下り、翌28日、六波羅で清盛の手によって処刑された。なお『兵範記』では27日以降、名前の表記が「忠貞」になっているが、これは「忠正」が権中納言・藤原忠雅と同音であることを憚ったためと見られる。
『保元物語』では、源氏の勢力減退を目論む清盛が信西と謀り、自分が進んで叔父の忠正を処刑することで、同じく罪人となった源為義をその子・義朝が斬らざるを得ないよう仕向けたとしている。
忠正の所領は没収され院領に編入されたが、その所領は小規模な散在田畠を集積したものだった（『兵範記』保元2年3月29日条）。受領を歴任して巨万の富を蓄えた忠盛に比べ、その勢力が極めて弱小であったことがうかがえる。

## 系譜
- 父：平正盛
- 母：不詳
- 妻：不詳
  - 男子：平長盛
  - 男子：平忠綱
  - 男子：平正綱
  - 男子：平通正
  - 男子：平維盛
  - 男子：安岡忠重
- 養子
  - 男子：中根正持?

## 子孫
後年、服部氏、戸沢氏、中根氏が忠正の子孫を自称している。また、長男・長盛の娘が宇都宮業綱に嫁ぎ頼綱の母となり、その血を伝えている（『系図纂要』）。

## 関連作品
テレビドラマ
- 『新・平家物語』（1972年、NHK大河ドラマ 演：浜田寅彦）
- 『平清盛』（2012年、NHK大河ドラマ、演：豊原功補）